# Sky (今井美樹のアルバム)
『Sky』（スカイ）は、2018年6月6日に発売された今井美樹の20作目のオリジナル・アルバム。発売元はVirgin Music。

## 背景
キャッチコピーは「PRIDEから20年。これはあなたのCDです」。
プロデューサーには亀田誠治を迎えて制作された。レコーディングは東京とロンドンで行われ、ミキシングはエイドリアン・ブッシュビーが担当している。
当時今井は、日本を離れてロンドンで暮らし始め6年程経った頃で、本作の制作に入る前、作詞家たちにロンドンの空がどれほど美しいか、ドラマティックに変化するかということや、ずっと見惚れて切ない気持ちになったり、背中を押されたりすることもあるという心情を伝えた。そこから作詞家たちが何か共通するものを感じ取ってくれたのだろうと推測し、収録曲10曲が出来上がったとき、詞の中に″空″という単語や空を思わせる景色が多く描かれていることに気付き、タイトルを「Sky」に決めたと話している。
その頃今井は、ロンドンでの生活に重心を置くために暫く仕事から離れていたため、エンジンを掛けようとしても今までのようにはなかなかスムーズに行かない部分があり、本作のレコーディングも今一つ本調子になれずに波に乗れないまま船出をしてしまった感じがあったと振り返っている。また一方で、海外で暮らすことによって、空は地球上のどの国の上にも広がり、繋がっている唯一のものだと改めて思ったといい、より自分の中の日本人らしさに気付き、向き合う機会も増えたという。この数年の間に世界では悲しいことがたくさん起きたが、それを忘れるのではなく、何らかの形で自分なりに残しておきたいと思った時、自分にとってそれはやはり音楽であったと述べている。身近な現実として世界情勢の諸問題などに心が痛むが、「国と国との境に線が描かれている訳じゃないけど、実際には見えない線がたくさんあるわけですよね。そこにたくさんの人々の営みがあって、笑顔がある。生きるということは、みな平等であるはずなのに…。そんなことを政治的に声高に言うのではなく、願いや想いとして、記録して残しておきたかった。この『Sky』はそうした想いがベースにあるアルバムなんです。」と語っている。

## 収録曲

### CD
| #         | タイトル                       | 作詞           | 作曲                                                                                  | 編曲             | その他の編曲                                   | 時間  |
| --------- | ------------------------------ | -------------- | ------------------------------------------------------------------------------------- | ---------------- | ---------------------------------------------- | ----- |
| 1.        | 「同じ空」                     | いしわたり淳治 | 蔦谷好位置                                                                            | 亀田誠治         | サイモン・ヘイル（ストリングス・アレンジ）     | 3:38  |
| 2.        | 「あなたはあなたのままでいい」 | 布袋寅泰       | 布袋寅泰                                                                              | 亀田誠治         |                                                | 4:45  |
| 3.        | 「雨上がり光る花のように」     | 川江美奈子     | 川江美奈子                                                                            | 亀田誠治         | 川江美奈子（バッキング・ヴォーカル・アレンジ） | 4:57  |
| 4.        | 「Misty」                      | 土岐麻子       | 川口大輔                                                                              | 亀田誠治         |                                                | 5:28  |
| 5.        | 「Free to Fly」                | BONNIE PINK    | BONNIE PINK                                                                           | 亀田誠治         | BONNIE PINK（バッキングヴォーカルアレンジ）    | 4:11  |
| 6.        | 「Little Tiny Song」           | 川江美奈子     | 川江美奈子                                                                            | 亀田誠治         |                                                | 5:15  |
| 7.        | 「Greatest Moments」           | 岩里祐穂       | 亀田誠治                                                                              | 亀田誠治         |                                                | 2:46  |
| 8.        | 「私へ」                       | 布袋寅泰       | 布袋寅泰                                                                              | サイモン・ヘイル |                                                | 5:13  |
| 9.        | 「Beyond the World」           | 今井美樹       | Jamie Cullum、Alexander David de Menthon、James Francis Gordon、Ben Redmayne Roulston | 亀田誠治         |                                                | 3:57  |
| 10.       | 「Blue Rain」                  | micca          | Yoshinori Ohashi                                                                      | 亀田誠治         |                                                | 4:46  |
| 合計時間: | 合計時間:                      | 合計時間:      | 合計時間:                                                                             | 合計時間:        | 合計時間:                                      | 45:01 |

## タイアップ
| 楽曲                           | タイアップ                                                       | 起用年 | 出典  |
| ------------------------------ | ---------------------------------------------------------------- | ------ | ----- |
| 「あなたはあなたのままでいい」 | 映画「終わった人」主題歌                                         | 2018年 | [ 5 ] |
| 「Blue Rain」                  | テレビ朝日系列・木曜ミステリー「科捜研の女」（シーズン19）主題歌 | 2019年 | [ 6 ] |

## 参考資料
- 『SKYWARD 2018年7月20日号』第58巻第7号、日本航空、2018年6月27日、62頁。